# Technische Universität Graz
Technische Universität Graz (ofte bare kendt som TU Graz eller TUG) er et universitet i Graz i Østrig. TU Graz er Steiermarks næststørste universitet efter Karl-Franzens-Universität Graz, og har 9766 studenter og 1234 videnskabeligt ansatte.
47°04′08″N 15°27′00″Ø / 47.06889°N 15.45000°Ø
TU Graz blev grundlagt af Ærkehertug Johann i 1811. Fra begyndelsen af havde universitetet programmer i fysik, kemi, mineralogi, botanik og teknologi, og i 1818 kom også zoologi til. Efter den østrigske studiereformen i 2002 har TU Graz syv fakulteter.